# Igneocnemis tendipes
Igneocnemis tendipes – gatunek ważki z rodziny pióronogowatych (Platycnemididae). Endemit Filipin, stwierdzony tylko na wyspie Mindanao.